# Getmii
Getmii公司于2015年9月成立，由Max Meyer、Darryl Lau和Matthias Juergens联合创建。这是一款基于地理位置的移动社交工具。通过Getmii免费的智能手机客户端，用户可给附近的人发送文字信息以及精准的地理位置，相互回复的用户可进入私人聊天，分享地理位置及联系方式。Getmii目前支持安卓和iOS系统平台。

## 产生背景
2015年初，Getmii联合创始人在泰国曼谷发展有关物流的应用。受到尼泊尔2015年4月地震的启发，他们基于物流本身，更加深入的扩大了应用的平台。这使得用户可以在一个公开渠道发布需求，包括抢险救灾等信息。 团队在首席技术官Juergens的主导下于泰国曼谷经历了两个半月的软件开发。2015年9月10日，公司与尼泊尔红十字会献血中心合作进行了初步试验。2015年9月24日，Getmii在全球正式上线。

## 主要功能

### 满足需求
当用户打开“满足需求”的界面时，一个通过用户地理位置信息而制定的滚动需求列表将会呈现。用户可以浏览附近的需求信息，而用户与用户之间也可以浏览共同好友（除非信息是匿名发布的），以查看彼此的Facebook个人资料图片。

### 荣耀值
活跃的用户将获得“荣耀值”，一个通过数值的计算的分数。该分值除了娱乐性，目前没有任何实际意义。 用户可通过以下操作获得相对的“荣耀值”：
- 打开一则需求信息——5
- 分享一则需求信息——5
- 发布一则需求信息—10

### 匿名发布
用户可以选择匿名发布自己的需求和回复他人的需求。此功能将从信息发布中隐藏该用户的姓名，照片和共同好友。当匿名用户选择与其他用户私人聊天时，匿名功能将会保持。该功能类似于在Yik Yak软件上匿名发帖。

### 私人聊天
当用户点击“我感兴趣”任何需求的时候，他可以直接进入私人聊天，分享地理位置和联系方式，与对方互动。

### 位置分享
由于很多需求的满足要求用户一定程度上的面对面交流，Getmii允许用户在私人聊天的功能里分享地理位置。

### Facebook 登入
Getmii要求用户使用Facebook账户登录。因为用户的个人资料将会直接在Getmii的应用程序上显示，因此保证了交易的信誉和质量。